# 柯實卿
柯實卿（1505年—1557年），字光仲，號肖海，福建晋江县人。明朝官员。

## 生平
嘉靖十年（1582年）辛卯科福建乡试第四十六名，嘉靖十一年（1532年），柯實卿中式壬辰科二甲十八名进士。吏部观政，授南京户部主事，历官池州府知府。任内执法刚正不阿，因惩除豪恶徐政本太急，忤逆上官，调知郧阳府。有宦官经过其地，欲勒索千金，假称郧阳产铜，需要锣一千面。柯实卿将此事上奏朝廷，宦官畏惧，自缢身亡。柯实卿因而告归。道光《晋江县志》有传。

## 家族
曾祖柯淑榮。祖父柯璟。父柯儀，字尔范，號西岩。母黄氏。重庆下。兄秀卿、弟奇卿。